# Kościół Wniebowzięcia Najświętszej Maryi Panny w Kampinosie
Kościół Wniebowzięcia Najświętszej Maryi Panny w Kampinosie – rzymskokatolicki kościół parafialny należący do dekanatu błońskiego archidiecezji warszawskiej.

## Historia

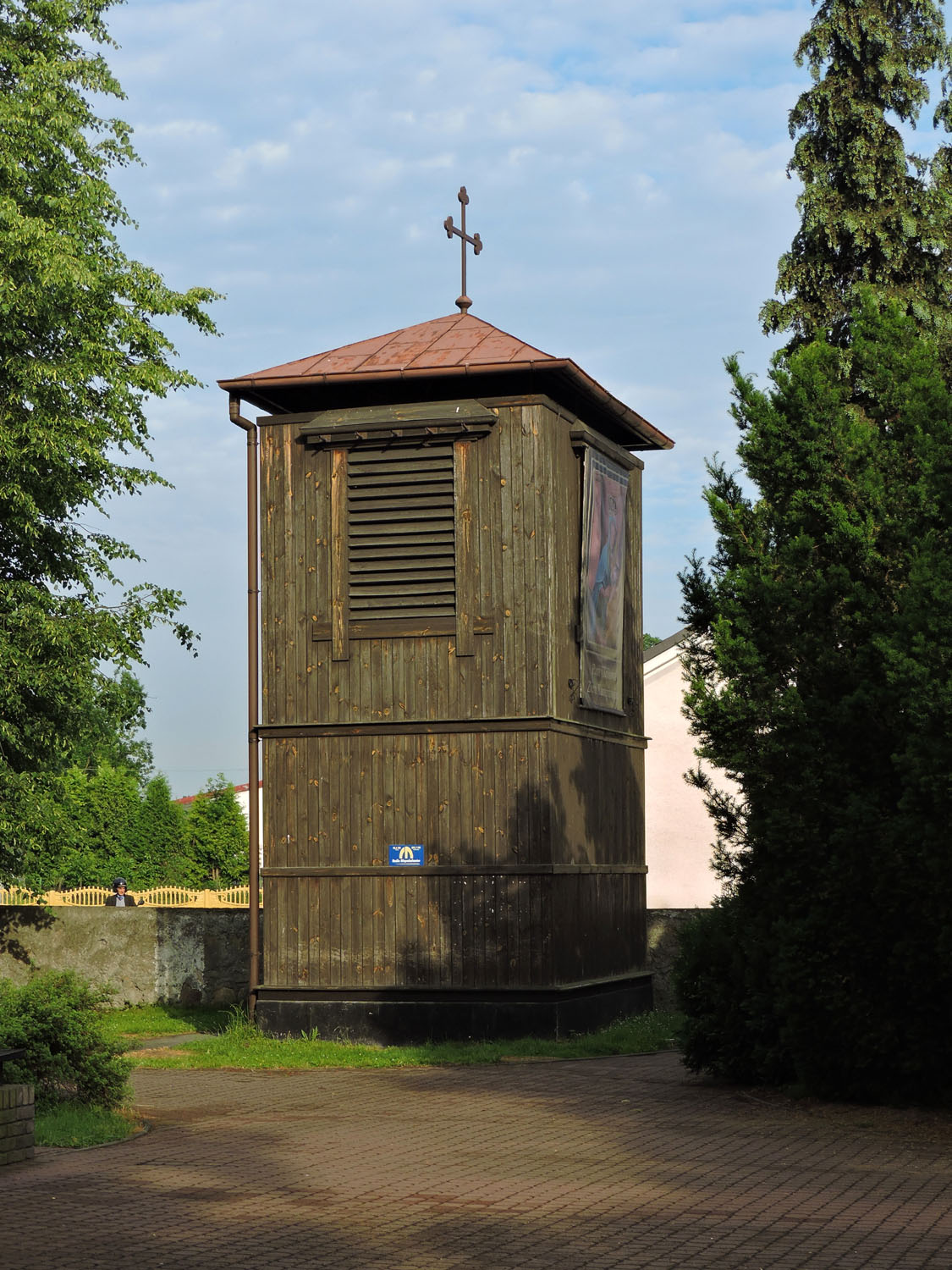
Dzwonnica

Obecna świątynia została wzniesiona w stylu polskiego baroku w latach 1773–1782 z drewna sosnowego podczas wyrębu starodrzewu. Kościół został zaprojektowany przez warszawskiego architekta Lobe. Budowa została rozpoczęta dzięki staraniom księdza Jana Forszeta, a ukończona z inicjatywy księdza Jakuba Żegockiego. W dniu 15 lipca 1791 roku budowla została konsekrowana przez księdza biskupa Antonina Pobóg Malinowskiego. Wystrój kościoła powstał w latach 1865-1871 dzięki staraniom księdza S. Smoleńskiego.
Na przełomie XIX i XX w. było w planach zastąpienie dzisiaj stojącego kościoła XVIII-wiecznego nową, murowaną, neogotycką budowlą. O wiele większa, trójnawowa świątynia na planie krzyża łacińskiego miała pomieścić 1200 wiernych. Przedstawiony w jedenastym numerze „Architekta” projekt kościoła stworzył Mikołaj Tołwiński, znany z domów mieszkalnych o secesyjnych fasadach tudzież budynków szkół, m.in. gimnazjum przy ul. Młynarskiej w Warszawie. Do sfinansowania budowy wyliczonej na 45000 rubli parafian zachęcił Aleksander Sokolik – proboszcz parafii w latach 1894–1908. Ksiądz ten zmarł w wieku 53 lat, nie znalazłszy następcy w zachęceniu kampinoskich wiernych do budowy murowanego kościoła.
Świątynia została podmurowana w 1929 roku. W 1935 roku kościół otrzymał oszalowanie zewnętrzne. W tym samym roku budowla została pokryta blachą miedzianą. Po 1982 pokrycie dachu zamieniono z gontu na blachę.  Przed frontonem kościoła znajduje się figura Matki Bożej z Dzieciątkiem ufundowana w 1865. Na prawo od kościoła znajduje się drewniana dzwonnica.

## Architektura
Świątynia została wzniesiona na planie prostokąta. Elewacja frontowa swym kształtem nawiązuje do stylistyki typowej dla XVIII-wiecznych kościołów murowanych. Dwie narożne wieże kościoła posiadają zwieńczenia z blachy. Budowla posiada trzy nawy. Strop we wnętrzu podparty jest drewnianymi filarami. Wnętrze świątyni jest otynkowane. Prezbiterium kościoła jest zamknięte trójbocznie.

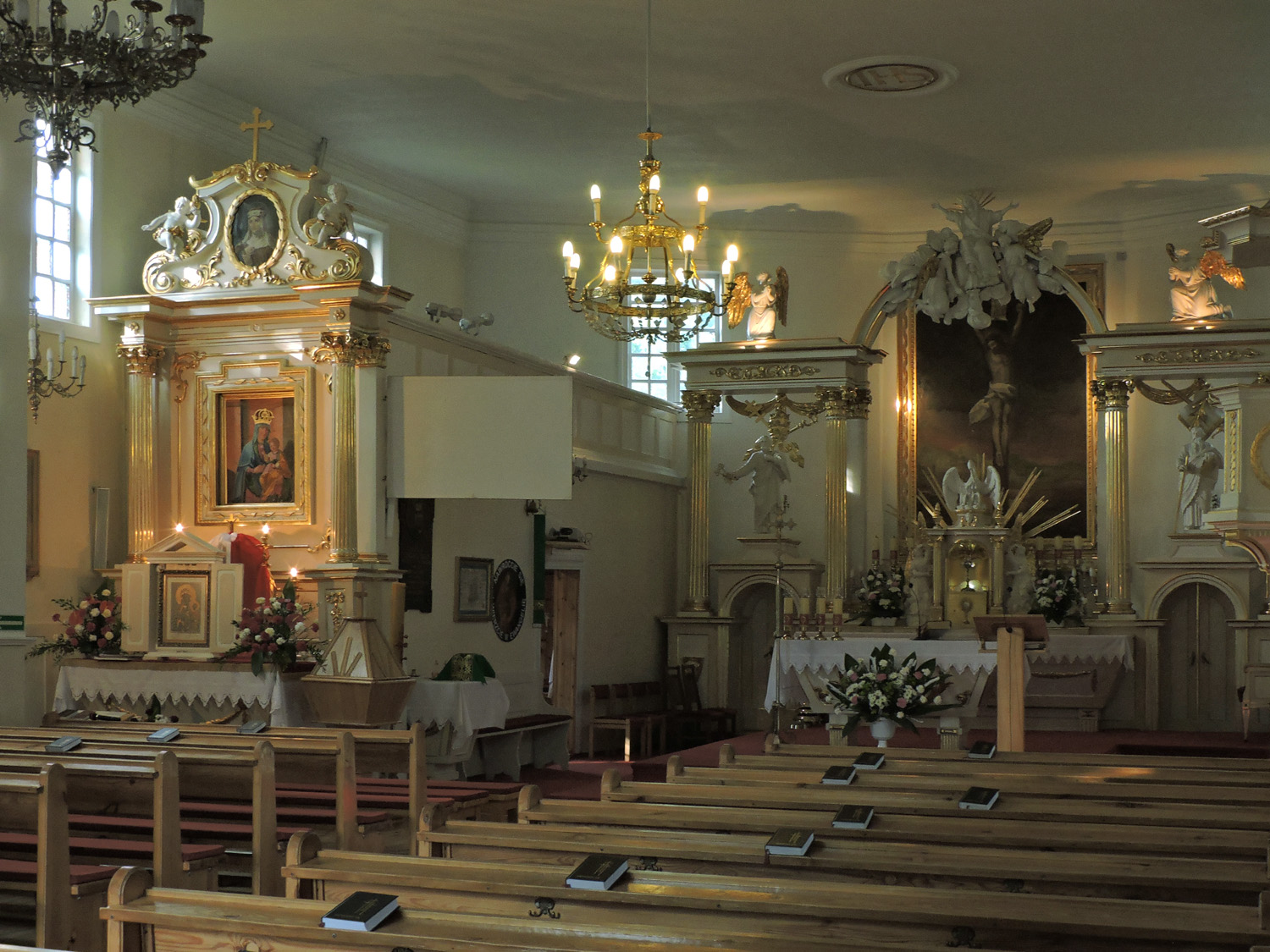
Wnętrze świątyni

Wyposażenie reprezentuje styl późnobarokowy, posiada dominującą białą barwę i złocone ornamenty. Po bokach ołtarza głównego znajdują się niskie pomieszczenia zakrystii i skarbczyka zwieńczone u góry lożami. Świątynia posiada 5 ołtarzy z 2. poł. XIX wieku wykonanych według projektu architekta Walerego Jodłowskiego. W ołtarzu głównym obraz z końca XVIII wieku przedstawiający Chrystusa na krzyżu zapewne autorstwa Franciszka Smuglewicza. W jednym z bocznych ołtarzy (drugim po lewej stronie) umieszczono otoczony szczególnym kultem wizerunek Matki Bożej z Dzieciątkiem z 2. poł. XVII wieku zwany Panią Kampinosu. W ołtarzach bocznych znajdują się także obrazy Rafała Hadziewicza i Kazimierza Alchimowicza.